# Saraikisaurus
Saraikisaurus minhui, Saraikisauridae, Saraikisaurinae
Famille
Sous-famille
Genre
Espèce
Saraikisaurus est un genre de ptérosaures ptérodactyloïdes du Maastrichtien supérieur du Crétacé supérieur. Selon Paleobiology Database en 2025, ce genre est resté monotypique et sa seule espèce est l'espèce-type Saraikisaurus minhui. Ce genre est le genre type et seul genre de la sous-famille des Saraikisaurinae. Cette sous-famille est la seule sous-famille de la famille monotypique Saraikisauridae.

## Fossiles
Selon Paleobiology Database en 2025, cette famille des Saraikisauridae a une seule collection référencée de fossiles. Cette collection de fossiles est du Maastrichtien supérieur du Crétacé supérieur, c'est-à-dire date de 72,2-66 Ma avant notre ère .

## Historique
Le genre Saraikisaurus et l'espèce Saraikisaurus minhui sont décrits en 2014 par le paléontologue pakistanais Muhammad Sadiq Malkani (d),,, en même temps que la sous-famille des Saraikisaurinae et la famille des Saraikisauridae.

## Répartition
Cette collection de fossiles provient du Balochistan au Pakistan, découverte en 2003 par le paléontologue pakistanais Muhammad Sadiq Malkani (d).

### Publication originale
- [2014] (en) M. S. Malkani, « Theropod dinosaurs and mesoeucrocodiles from the terminal Cretaceous of Pakistan », Second International Symposium of International Geoscience Programme (IGCP) Project 608 “Cretaceous Ecosystems and Their Responses to Paleoenvironmental Changes in Asia and the Western Pacific”, vol. Abstract Volume,‎ 2014, p. 169-172.